# Ásdís Hjálmsdóttir
Ásdís Hjálmsdóttir (Reykjavík, 28 ottobre 1985) è una giavellottista, discobola e pesista islandese.
Il 27 luglio 2012 è stata portabandiera per l'Islanda alla cerimonia di apertura dei Giochi della XXX Olimpiade a Londra.

## Record nazionali
- Lancio del giavellotto 63,43 m ( Joensuu, 12 luglio 2017)
- Getto del peso indoor 15,96 m ( Evilard, 18 febbraio 2017)

## Palmarès
| Anno | Manifestazione                    | Sede             | Evento                 | Risultato | Prestazione | Note                                     |
| ---- | --------------------------------- | ---------------- | ---------------------- | --------- | ----------- | ---------------------------------------- |
| 2004 | Mondiali juniores                 | Grosseto         | Lancio del giavellotto | 6ª        | 54,05 m     |                                          |
| 2005 | Europei under 23                  | Erfurt           | Lancio del giavellotto | 4ª        | 53,78 m     |                                          |
| 2005 | Giochi dei piccoli stati d'Europa | Andorra la Vella | Lancio del disco       | Oro       | 46,07 m     |                                          |
| 2005 | Giochi dei piccoli stati d'Europa | Andorra la Vella | Lancio del giavellotto | Oro       | 57,05 m     |                                          |
| 2007 | Giochi dei piccoli stati d'Europa | Fontvieille      | Lancio del disco       | Argento   | 46,73 m     |                                          |
| 2008 | Giochi olimpici                   | Pechino          | Lancio del giavellotto | 50ª (q)   | 48,59 m     |                                          |
| 2009 | Giochi dei piccoli stati d'Europa | Nicosia          | Lancio del giavellotto | Oro       | 58,93 m     | Record dei Giochi                        |
| 2009 | Mondiali                          | Berlino          | Lancio del giavellotto | 22ª (q)   | 55,86 m     |                                          |
| 2010 | Europei                           | Barcellona       | Lancio del giavellotto | 10ª       | 54,32 m     |                                          |
| 2011 | Mondiali                          | Taegu            | Lancio del giavellotto | 12ª (q)   | 59,15 m     | Miglior prestazione personale stagionale |
| 2012 | Europei                           | Helsinki         | Lancio del giavellotto | 13ª (q)   | 55,29 m     |                                          |
| 2012 | Giochi olimpici                   | Londra           | Lancio del giavellotto | 11ª       | 59,08 m     |                                          |
| 2013 | Giochi dei piccoli stati d'Europa | Lussemburgo      | Lancio del giavellotto | Oro       | 56,15 m     |                                          |
| 2013 | Mondiali                          | Mosca            | Lancio del giavellotto | 21ª (q)   | 57,65 m     |                                          |
| 2014 | Europei                           | Zurigo           | Lancio del giavellotto | 13ª (q)   | 56,36 m     |                                          |
| 2015 | Giochi dei piccoli stati d'Europa | Reykjavík        | Lancio del disco       | Argento   | 42,13 m     |                                          |
| 2015 | Giochi dei piccoli stati d'Europa | Reykjavík        | Lancio del giavellotto | Oro       | 58,85 m     |                                          |
| 2015 | Mondiali                          | Pechino          | Lancio del giavellotto | 29ª (q)   | 56,72 m     |                                          |
| 2016 | Europei                           | Amsterdam        | Lancio del giavellotto | 8ª        | 60,37 m     |                                          |
| 2016 | Giochi olimpici                   | Rio de Janeiro   | Lancio del giavellotto | 30ª (q)   | 54,92 m     |                                          |
| 2017 | Giochi dei piccoli stati d'Europa | Serravalle       | Getto del peso         | Argento   | 15,39 m     | Miglior prestazione personale stagionale |
| 2017 | Giochi dei piccoli stati d'Europa | Serravalle       | Lancio del giavellotto | Oro       | 60,93 m     | Record dei Giochi                        |
| 2017 | Mondiali                          | Londra           | Lancio del giavellotto | 11ª       | 60,16 m     |                                          |
| 2018 | Europei                           | Berlino          | Lancio del giavellotto | 13ª (q)   | 58,64 m     |                                          |

## Altre competizioni internazionali
2009
- Bronzo in Coppa Europa invernale di lanci ( Los Realejos), lancio del giavellotto - 60,42 m

2011
- Bronzo in Coppa Europa invernale di lanci ( Sofia), lancio del giavellotto - 56,44 m

2012
- 7ª in Coppa Europa invernale di lanci ( Bar), lancio del giavellotto - 57,65 m

2013
- 7ª in Coppa Europa invernale di lanci ( Castellón de la Plana), lancio del giavellotto - 57,63 m

2014
- 4ª in Coppa Europa invernale di lanci ( Leiria), lancio del giavellotto - 59,10 m